# Jugar al gua
Jugar al gua es el título del cuarto álbum de Rosendo Mercado en su etapa en solitario, publicado en 1988 por el sello Twins.

## Antecedentes
Después de su etapa en RCA Records, discográfica de la que Rosendo salió manteniendo muchas diferencias, este es el primer álbum con el sello Twins. En este disco Rosendo busca sonidos nuevos y compone por primera vez un reggae («Del pulmón»). En este disco también aparece una de las canciones más conocidas de Rosendo, «Flojos de pantalón».
Es el primer álbum autoproducido por Rosendo, y el primero en el que participa Gustavo di Nobile, que le acompañará hasta que el roquero madrileño prescinda de los teclados.

## Listado de canciones
| Jugar al gua |                         |                 |          |  |
| N.º          | Título                  | Escritor(es)    | Duración |  |
| 1.           | «Bajo cuerda»           | Rosendo Mercado | 4:13     |  |
| 2.           | «Manifiesta deprimente» | Rosendo Mercado | 2:37     |  |
| 3.           | «Nada especial»         | Rosendo Mercado | 4:06     |  |
| 4.           | «Jugar al gua»          | Rosendo Mercado | 3:12     |  |
| 5.           | «Sumisión»              | Rosendo Mercado | 3:40     |  |
| 6.           | «Del pulmón»            | Rosendo Mercado | 4:12     |  |
| 7.           | «Flojos de pantalón»    | Rosendo Mercado | 4:32     |  |
| 8.           | «Cosita»                | Rosendo Mercado | 2:55     |  |
| 9.           | «Voluntad pasiva»       | Rosendo Mercado | 4:14     |  |

## Músicos
- Rosendo Mercado: Guitarra y voz
- Miguel Jiménez: Batería
- Rafa J. Vegas: Bajo
- Gustavo di Nobile: Teclados
- Joaquín Torres: Solo de guitarra en Sumisión